# Hazel (Dakota Południowa)
Hazel – miasto w Stanach Zjednoczonych, w stanie Dakota Południowa, w hrabstwie Hamlin.